# Badume
Badume (Schreibvariante: Badume Koto, Baduma Kuta; Namensvariante: Darufatya) ist eine Ortschaft im westafrikanischen Staat Gambia.
Nach einer Berechnung für das Jahr 2013 leben dort etwa 453 Einwohner, das Ergebnis der letzten veröffentlichten Volkszählung von 1993 betrug 421.

## Geographie
Badume liegt in der Lower River Region im Distrikt Jarra Central am südlichen Ufer des Gambia-Flusses. Der Ort liegt von der South Bank Road, einer wichtigen Fernstraße von Gambia, rund 1,4 Kilometer nördlich entfernt.

## Kultur und Sehenswürdigkeiten
Bei Badume sind mehrere Kultstätten bekannt:
- Sampati Kolong: heiliger Brunnen
- Grabmal des Buka Sonko: heiliges und religiöses Grabmal
- Seyam Konko: heiliger Hügel
- Tambang Ngali: historischer Baum
- Mabaliba: heiliger und religiöser Baum
- Misiri Taba: heiliger Baum